# Formiguères
Formiguères (katalanisch Formiguera) ist eine französische Gemeinde mit 491 Einwohnern (Stand 1. Januar 2022) im Département Pyrénées-Orientales in der Region Okzitanien. Sie gehört zum Arrondissement Prades und zum Kanton Les Pyrénées catalanes.

## Lage
Das Gemeindegebiet wird vom Flüsschen Lladura durchquert, das zur Aude entwässert.
Nachbargemeinden von Formiguères  sind Fontrabiouse im Norden, Puyvalador im Nordosten, Réal und Sansa im Osten, Railleu und Matemale im Südosten, Les Angles im Süden, Angoustrine-Villeneuve-des-Escaldes  im Südwesten sowie Orlu im Westen.

## Bevölkerungsentwicklung
| Jahr      | 1962 | 1968 | 1975 | 1982 | 1990 | 1999 | 2013 |
| Einwohner | 363  | 370  | 313  | 312  | 357  | 434  | 441  |

## Sehenswürdigkeiten
- Kirche Sainte-Naitivité-Notre-Dame (11./12. Jahrhundert)
- Kapelle Notre-Dame bei Villeneuve

## Persönlichkeiten
- Sancho I. (1277–1324), König von Mallorca, starb 1324 in Formiguères